# Дорио
До̀рио (на италиански: Dorio, на западноломбардски: Dor, Дор) е село и община в Северна Италия, провинция Леко, регион Ломбардия. Разположено е на 210 m надморска височина, на източния бряг на езеро Лаго ди Комо. Населението на общината е 321 души (към 2014 г.).